# Франсез, Жак
Жак Франсез (болг. Жак Франсез, 1912, София — ?) — болгарский шахматист, вероятно, еврейского происхождения. Бронзовый призёр чемпионата Болгарии 1937 г. В составе сборной Болгарии участник неофициальной шахматной олимпиады.
Эмигрировал в Палестину. О дальнейшей судьбе сведений нет.

## Спортивные результаты
| Год  | Город  | Соревнование                                                    | + | −  | = | Результат | Место |
| ---- | ------ | --------------------------------------------------------------- | - | -- | - | --------- | ----- |
| 1936 | Мюнхен | Неофициальная шахматная олимпиада (сборная Болгарии, 7-я доска) | 2 | 13 | 5 | 4½ из 20  |       |
| 1937 | София  | Чемпионат Болгарии                                              |   |    |   |           | 3     |